# Rebujito

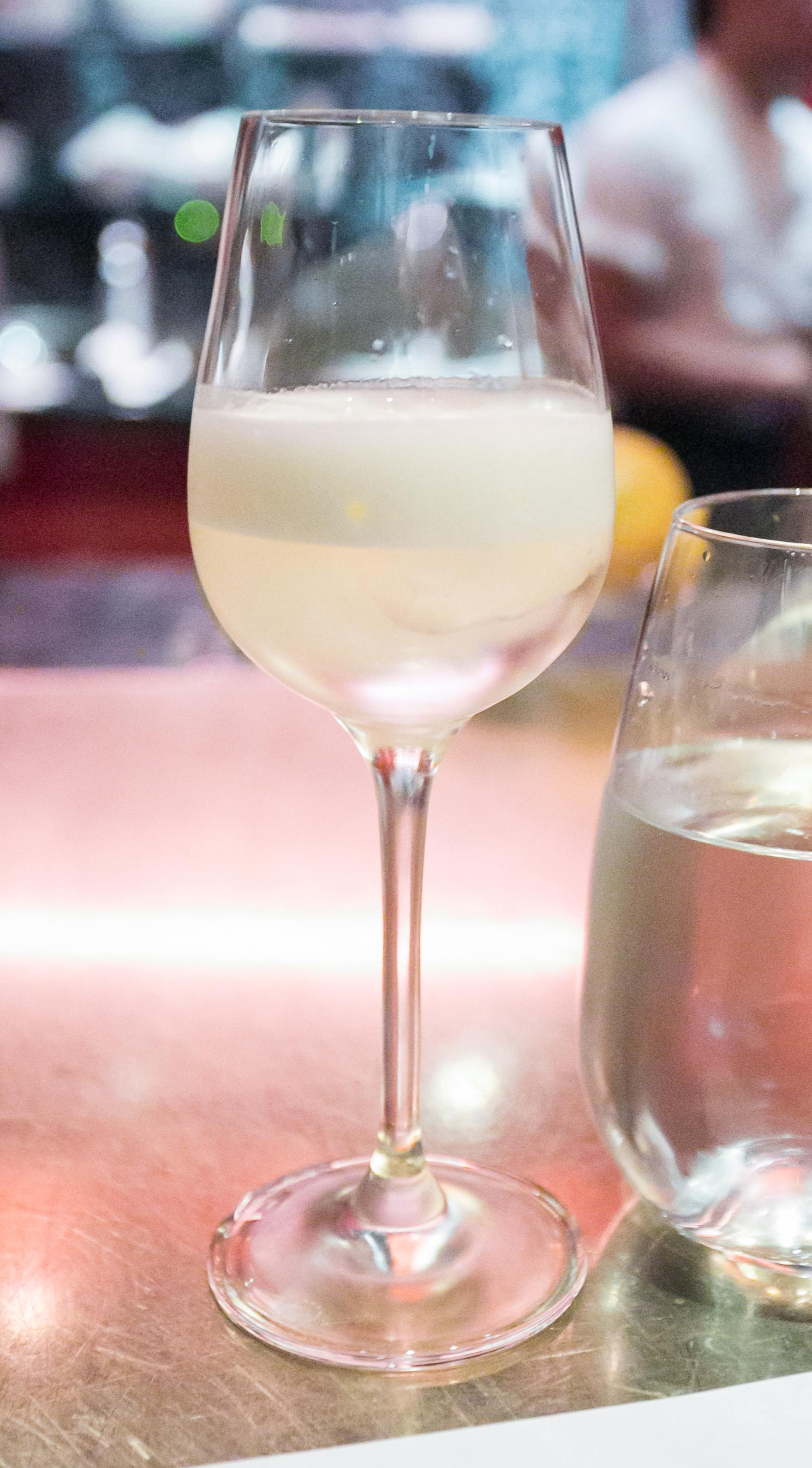
Un rebujito.

Le rebujito est une boisson réalisée à partir d’un mélange de Manzanilla et de limonade. C'est une boisson incontournable de la feria à Séville.